# Gran Premio de España de Motociclismo de 1976
El Gran Premio de España de Motociclismo de 1976 fue la decimosegunda y última prueba de la temporada 1976 del Campeonato Mundial de Motociclismo. El Gran Premio se disputó el 19 de septiembre de 1976 en el Circuito de Montjuïch en Barcelona.

## Resultados 350cc
En la carrera de 350cc, espectacular lucha entre Franco Uncini, Kork Ballington y Víctor Palomo, que acabó en manos del sudafricano. El español y le italiano fueron segundo y tercero respectivamente. El ya campeón, Walter Villa cayó hasta la sexta posición.
| Pos.     | Piloto             | Equipo          | Tiempo     | Pts. |
| -------- | ------------------ | --------------- | ---------- | ---- |
| 1        | Kork Ballington    | Yamaha          | 52:17.43   | 15   |
| 2        | Víctor Palomo      | Yamaha          | +1.71      | 12   |
| 3        | Franco Uncini      | Yamaha          | +2.53      | 10   |
| 4        | Johnny Cecotto     | Yamaha          | +19.78     | 8    |
| 5        | Bruno Kneubühler   | Yamaha          | +23.42     | 6    |
| 6        | Walter Villa       | Harley-Davidson | +36.63     | 5    |
| 7        | Alan North         | Yamaha          | +54.50     | 4    |
| 8        | Boet van Dulmen    | Yamaha          | +54.64     | 3    |
| 9        | Tom Herron         | Yamaha          | +1:35.95   | 2    |
| 10       | Olivier Chevallier | Yamaha          | +1:37.39   | 1    |
| 11       | Roland Freymond    | Yamaha          | +1 Vuelta  |      |
| 12       | Anton Mang         | Yamaha          | +1 Vuelta  |      |
| 13       | Rogelio Cardozo    | Yamaha          | +1 Vuelta  |      |
| 14       | George Fogarty     | Yamaha          | +1 Vuelta  |      |
| 15       | Markku Matikainen  | Yamaha          | +1 Vuelta  |      |
| 16       | Bernd Tügenthal    | Yamaha          | +1 Vuelta  |      |
| 17       | Francini Vanes     | Yamaha          | +1 Vuelta  |      |
| 18       | Franz Meier        | Yamaha          | +1 Vuelta  |      |
| 19       | Edmar Ferreira     | Yamaha          | +2 Vueltas |      |
| Ret      | Chas Mortimer      | Yamaha          | Ret        |      |
| Ret      | Patrick Fernandez  | Yamaha          | Ret        |      |
| Ret      | Pentti Korhonen    | Yamaha          | Ret        |      |
| Ret      | Gianfranco Bonera  | Harley-Davidson | Ret        |      |
| Ret      | Jaime Samaranch    | Yamaha          | Ret        |      |
| Ret      | Franz Kunz         | Yamaha          | Ret        |      |
| Ret      | John Dodds         | Yamaha          | Ret        |      |
| Sources: |                    |                 |            |      |

## Resultados 250cc
En el cuarto de litro, el dueto de Harley-Davidson formado por Gianfranco Bonera y Walter Villa se llevaron las dos primeras posiciones después de remontar la mala salida inicial y alcanzar a los dos líderes: Alan North y Pentti Korhonen, que acabaron tercero y cuarto respectivamente.
| Pos. | Piloto             | Equipo          | Tiempo     | Pts. |
| ---- | ------------------ | --------------- | ---------- | ---- |
| 1    | Gianfranco Bonera  | Harley-Davidson | 53:25.99   | 15   |
| 2    | Walter Villa       | Harley-Davidson | +0.19      | 12   |
| 3    | Alan North         | Yamaha          | +14.52     | 10   |
| 4    | Pentti Korhonen    | Yamaha          | +17.04     | 8    |
| 5    | Víctor Palomo      | Yamaha          | +25.50     | 6    |
| 6    | Franco Uncini      | Yamaha          | +40.98     | 5    |
| 7    | Boet van Dulmen    | Yamaha          | +46.56     | 4    |
| 8    | Kork Ballington    | Yamaha          | +1:06.52   | 3    |
| 9    | Patrick Fernandez  | Yamaha          | +1:06.68   | 2    |
| 10   | Henk van Kessel    | Yamaha          | +1:12.89   | 1    |
| 11   | Bruno Kneubühler   | Yamaha          | +1:14.73   |      |
| 12   | Chas Mortimer      | Yamaha          | +1:22.09   |      |
| 13   | Tom Herron         | Yamaha          | +1:39.40   |      |
| 14   | John Dodds         | Yamaha          | +1:45.19   |      |
| 15   | Pier Paolo Bianchi | Morbidelli      | +1:59.18   |      |
| 16   | Franz Kunz         | Yamaha          | +1 Vuelta  |      |
| 17   | Harald Bartol      | Yamaha          | +1 Vuelta  |      |
| 18   | Rogelio Cardozo    | Yamaha          | +1 Vuelta  |      |
| 19   | Bernd Tügenthal    | Yamaha          | +1 Vuelta  |      |
| 20   | Franz Meier        | Yamaha          | +2 Vueltas |      |
| 21   | Juan Bordons       | Yamaha          | +2 Vueltas |      |
| 22   | Hans Stadelmann    | Yamaha          | +2 Vueltas |      |
| Ret  | Olivier Chevallier | Yamaha          | Ret        |      |
| Ret  | Jaime Samaranch    | Yamaha          | Ret        |      |
| Ret  | Mauricio Aschl     | Yamaha          | Ret        |      |
| Ret  | Pierluigi Conforti | Morbidelli      | Ret        |      |
| Ret  | Leif Gustafsson    | Yamaha          | Ret        |      |

## Resultados 125cc
En el octavo de litro, nuevo duelo entre la Morbidelli del italiano Pier Paolo Bianchi y la Bultaco del español Ángel Nieto, aunque este tuvo que asegurarse la segunda posición, que le daba el subcampeonato del Mundial.
| Pos. | Piloto                 | Moto        | Tiempo     | Pts. |
| ---- | ---------------------- | ----------- | ---------- | ---- |
| 1    | Pier Paolo Bianchi     | Morbidelli  | 49:56.04   | 15   |
| 2    | Ángel Nieto            | Bultaco     | +25.54     | 12   |
| 3    | Henk van Kessel        | AGV Condor  | +1:03.20   | 10   |
| 4    | Anton Mang             | Morbidelli  | +1:03.82   | 8    |
| 5    | Jean-Louis Guignabodet | Morbidelli  | +1 Vuelta  | 6    |
| 6    | Julien van Zeebroeck   | Morbidelli  | +1 Vuelta  | 5    |
| 7    | Pierluigi Conforti     | Morbidelli  | +1 Vuelta  | 4    |
| 8    | Eugenio Lazzarini      | Morbidelli  | +1 Vuelta  | 3    |
| 9    | Ermanno Giuliano       | LGM-Daspa   | +1 Vuelta  | 2    |
| 10   | Cees van Dongen        | Morbidelli  | +1 Vuelta  | 1    |
| 11   | Hans Müller            | Yamaha      | +2 Vueltas |      |
| 12   | Ulrich Graf            | Yamaha      | +2 Vueltas |      |
| 13   | Enrico Cereda          | Morbidelli  | +2 Vueltas |      |
| 14   | Pentti Salonen         | Yamaha      | +3 Vueltas |      |
| Ret  | Claudio Lusuardi       | Bridgestone | Ret        |      |
| Ret  | Gert Bender            | Bender      | Ret        |      |
| Ret  | Harald Bartol          | Morbidelli  | Ret        |      |
| Ret  | Peter Frohnmeyer       | DRS         | Ret        |      |
| Ret  | Patrick Plisson        | Morbidelli  | Ret        |      |
| Ret  | Per-Edvard Carlsson    | Morbidelli  | Ret        |      |
| Ret  | Ernst Stammbach        | Malanca     | Ret        |      |
| Ret  | Rolf Blatter           | Maico       | Ret        |      |

## Resultados 50cc
En la categoría menor cilindrada, quinta victoria de la temporada del español Ángel Nieto y ante su público. De esta manera, al campeonato del mundo que ya tenía asegurado, se le sumaba el Campeonato de escuderías que cayó en manos de Bultaco.
| Pos. | Piloto               | Moto         | Tiempo     | Pts. |
| ---- | -------------------- | ------------ | ---------- | ---- |
| 1    | Ángel Nieto          | Bultaco      | 34:01.51   | 15   |
| 2    | Herbert Rittberger   | Kreidler     | +12.97     | 12   |
| 3    | Eugenio Lazzarini    | Kreidler     | +28.49     | 10   |
| 4    | Rolf Blatter         | Kreidler     | +40.93     | 8    |
| 5    | Julien van Zeebroeck | Kreidler     | +56.72     | 6    |
| 6    | Ricardo Tormo        | Kreidler     | +57.26     | 5    |
| 7    | Claudio Lusuardi     | Villa        | +58.75     | 4    |
| 8    | Günter Schirnhofer   | Kreidler     | +1:19.38   | 3    |
| 9    | Aldo Pero            | Kreidler     | +1:26.09   | 2    |
| 10   | Hans-Jürgen Hummel   | Kreidler     | +1:39.58   | 1    |
| 11   | Joaquin Gali         | Derbi        | +2:07.02   |      |
| 12   | Ramon Gali           | Derbi        | +1 lap     |      |
| 13   | Arthur Benitah       | Scrab        | +1 Vuelta  |      |
| 14   | Jorge Navarrete      | Derbi        | +1 Vuelta  |      |
| 15   | Ernst Stammbach      | Kreidler     | +1 Vuelta  |      |
| 16   | Kai Lindstrom        | Tunturi-Puch | +2 Vueltas |      |
| 17   | Hans Hofer           | Hosta        | +3 Vueltas |      |
| 18   | Engelbert Kip        | Kreidler     | +4 Vueltas |      |
| 19   | Javier Mira          | Derbi        | +6 Vueltas |      |
| Ret  | Ulrich Graf          | Kreidler     | Ret        |      |
| Ret  | Ermanno Giuliano     | LGM Daspa    | Ret        |      |
| Ret  | Theo Timmer          | Kreidler     | Ret        |      |
| Ret  | Nico Polane          | Kreidler     | Ret        |      |
| Ret  | Cees van Dongen      | Kreidler     | Ret        |      |
| Ret  | Patrick de Wulf      | Kreidler     | Ret        |      |
| Ret  | Benjamin Laurent     | Kreidler     | Ret        |      |